# Ještěnice
Ještěnice je přírodní památka poblíž obce Horní Dubenky v okrese Jihlava v nadmořské výšce 697–704 metrů. Oblast spravuje Krajský úřad Kraje Vysočina. Důvodem ochrany je zachování vzácných a chráněných rostlinných a živočišných společenstev.
PP Ještěnice tvoří enkláva prameništní louky na okraji lesa asi 1,5 km východně od obce Horní Dubenky a leží na severozápadním svahu Skelného vrchu. Nedaleko se nachází hlavní evropské rozvodí. Jedná s o zbytek prameništního svahového rašeliniště, které je fytogeograficky významnou lokalitou borůvky bažinné (Vaccinium uliginosum) v Jihlavských vrších. 

## Přírodní poměry

### Geologie
Moldanubický pluton – dvojslídný granit, středně až drobně zrnitý adamelit, místy drobně porfyrický, mrákotínského typu tvoří horninové podloží této lokality. Pramennou část Švábovského potoka překrývají převážně hlinitopísčité deluviální kongeflukční sedimenty.
Hydrologické poměry daly vzniknout převážně pseudoglejím typickým a organozemním a v okolí pramene se nacházejí i organozemní a typické gleje.

### Flora
Centrální a severozápadní část zaujímají ostřicovo-rašeliníková společenstva Sphagnorecurvi-Caricion canescentis s následujícím charakteristickým druhovým složením, které udává kniha uvedená v referenších. Jsou to zejména ostřice šedavá (Carex canescens), zábělník bahenní (Comarum palustre), vrbovka bahenní (Epilobium palustre), klikva bahenní (Oxycoccus palustris), violka bahenní (Viola pallustris), starček potoční (Tephroseris crispa), suchopýr úzkolistý (Eriophorum angustifolium), kozlík dvoudomý (Valeriana dioica). Z ohrožených druhů zde můžete spatřit prstnatce májového (Dactylorhiza majalis) a rosnatku okrouhlolistou (Drosera rotundifolia). Výše uvedená společenstva přecházejí při okrajích lokality k ostřicovým porostům svazu Caricion fuscae, a na sušších místech ke krátkostébelným společenstvům svazu Violion caninae. PP je také zajímavá plošně nevelkými formacemi plotníkových bultů (viz fotografie) s keříčky brusnicovitých. Plotníkové bulty se nacházejí při okrajích luční enklávy a připomínají společenstva vrchovišť třídy Oxycocco-Sphagnetea. Velice významný je také ojedinělý výskyt vlochyně bahenní (borůvky bažinné, Vaccinium uliginosum).

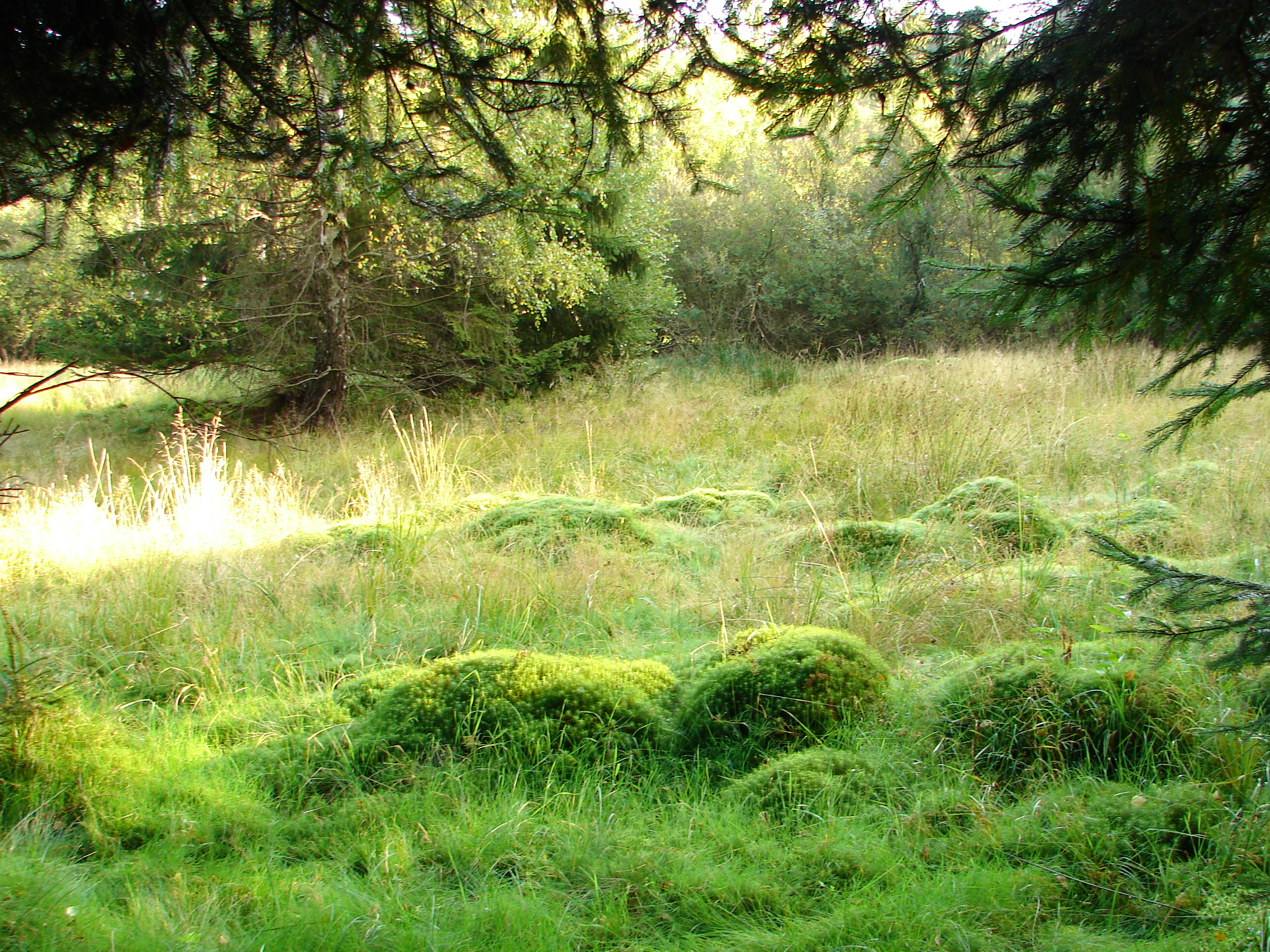
Plotníkové bulty
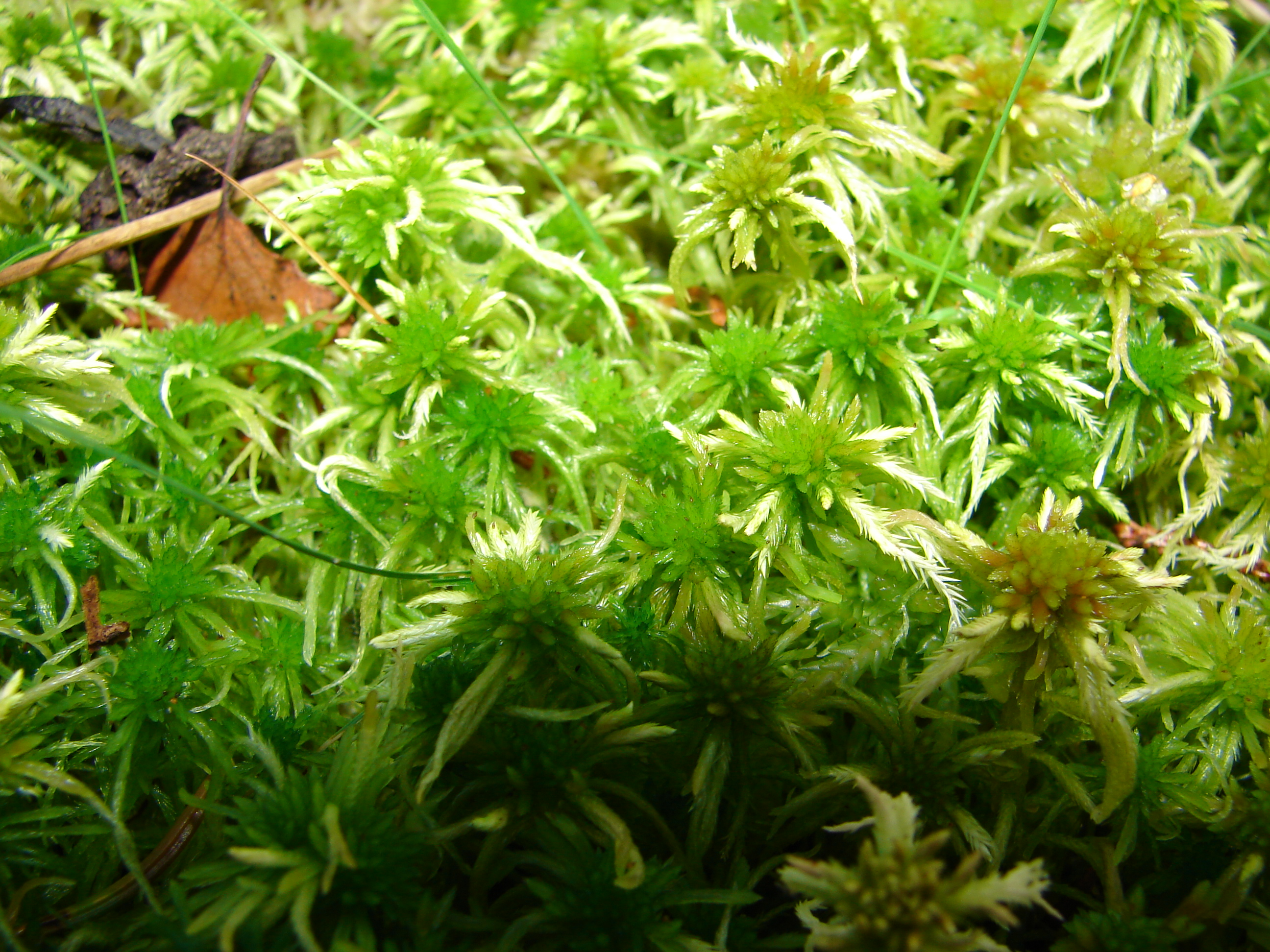
Mechový porost
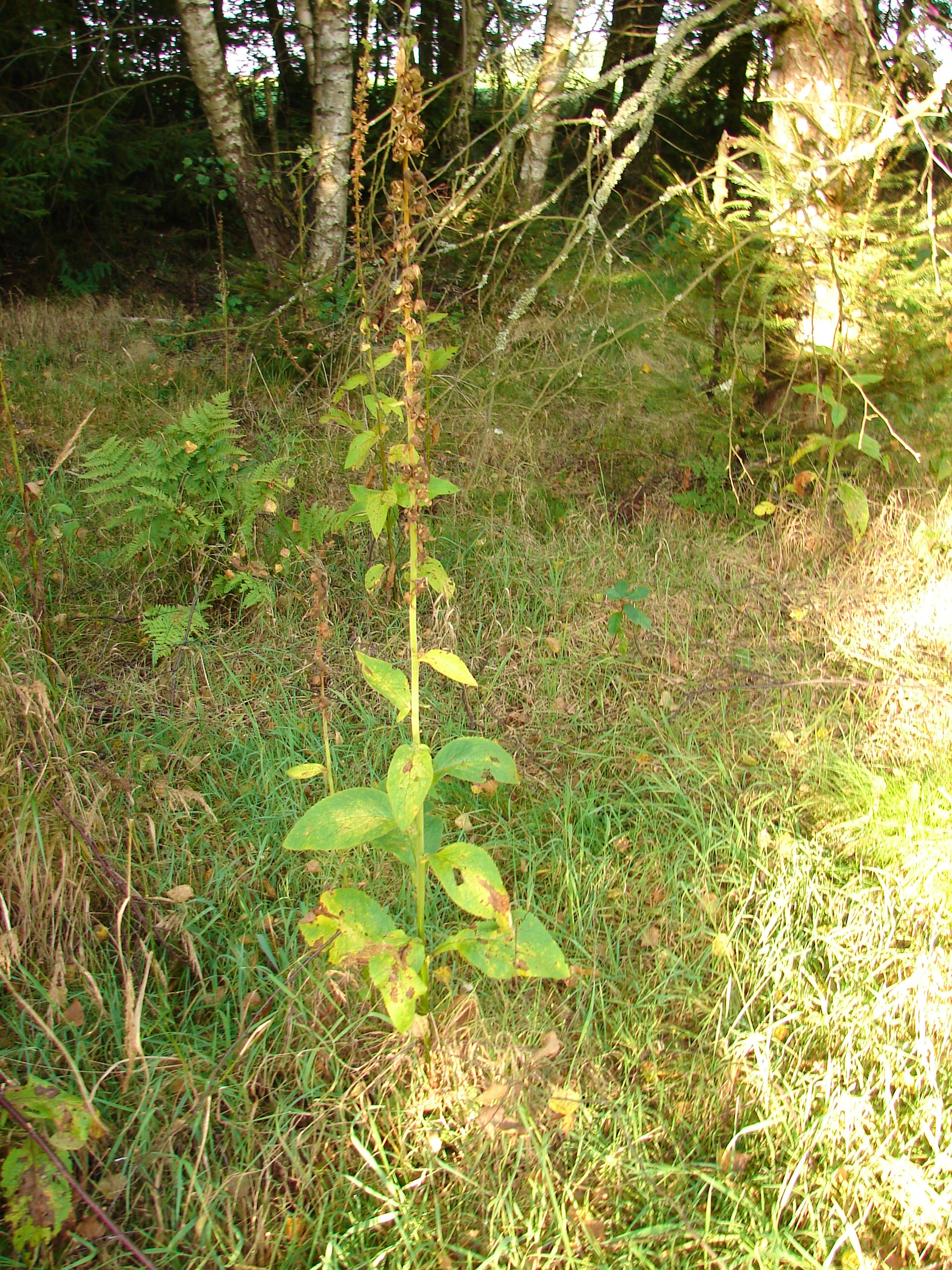
Divizna
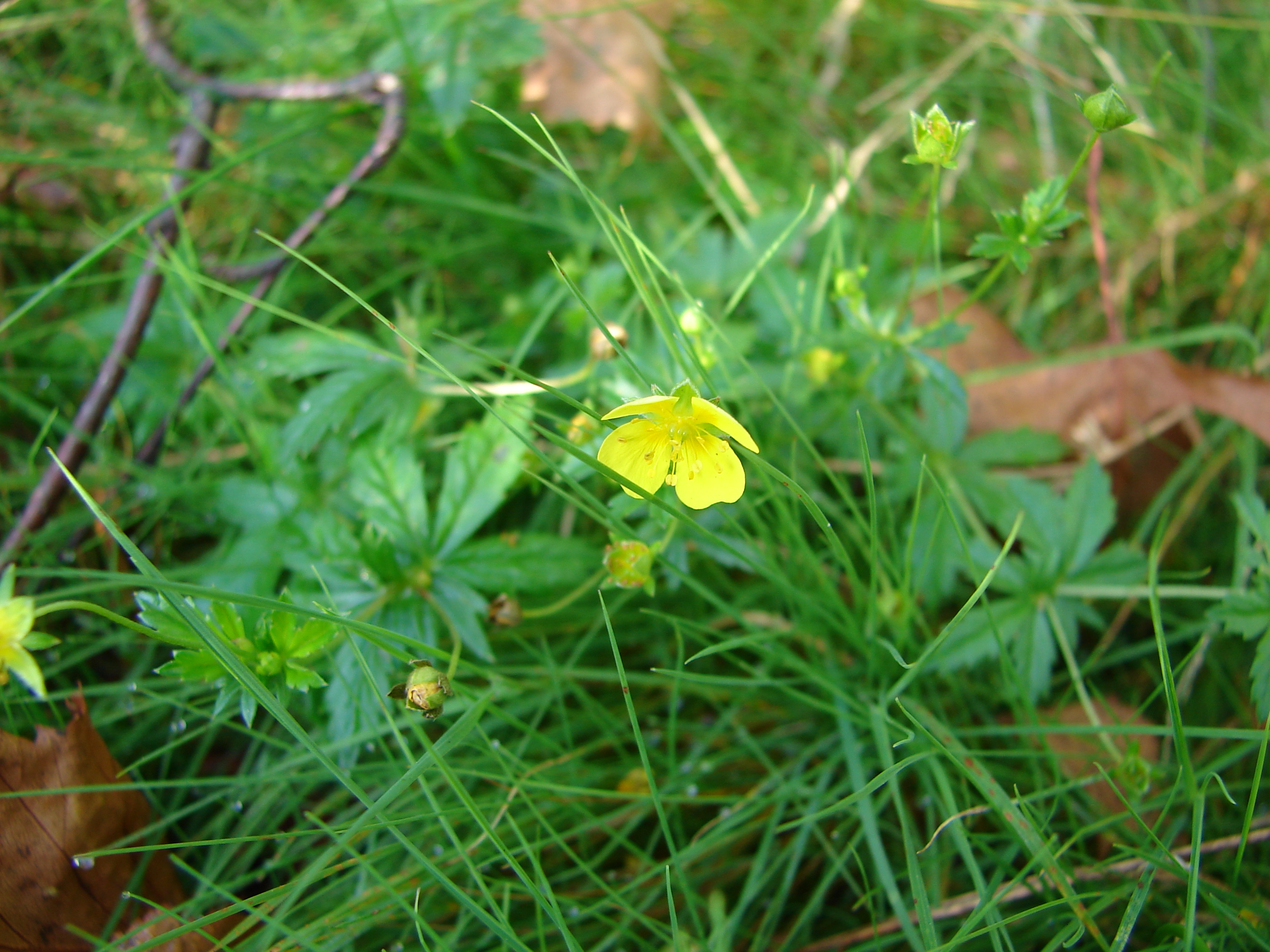
Pryskyřník

### Fauna
V PP se vyskytuje ještěrka živorodá (Zootoca vivipara) a zmije obecná (Vipera berus). Na lokalitě hnízdí linduška luční (Anthis pratensis), bramborníček hnědý (Saxicola rubetra) a ťuhýk šedý (Lanius excubitor). V minulosti vyhledával tuto lokalitu jako tokaniště tetřívek obecný (Tetrao tetrix).

## Ochrana
Území je již delší dobu nevyužívané a louky je ponechána ladem. V roce 1997 byly zahájeny ochranářské zásahy v podobě kosení a odstraňování náletových dřevin s cílem zachování světlomilných společenstev rašelinných luk. 

## Galerie

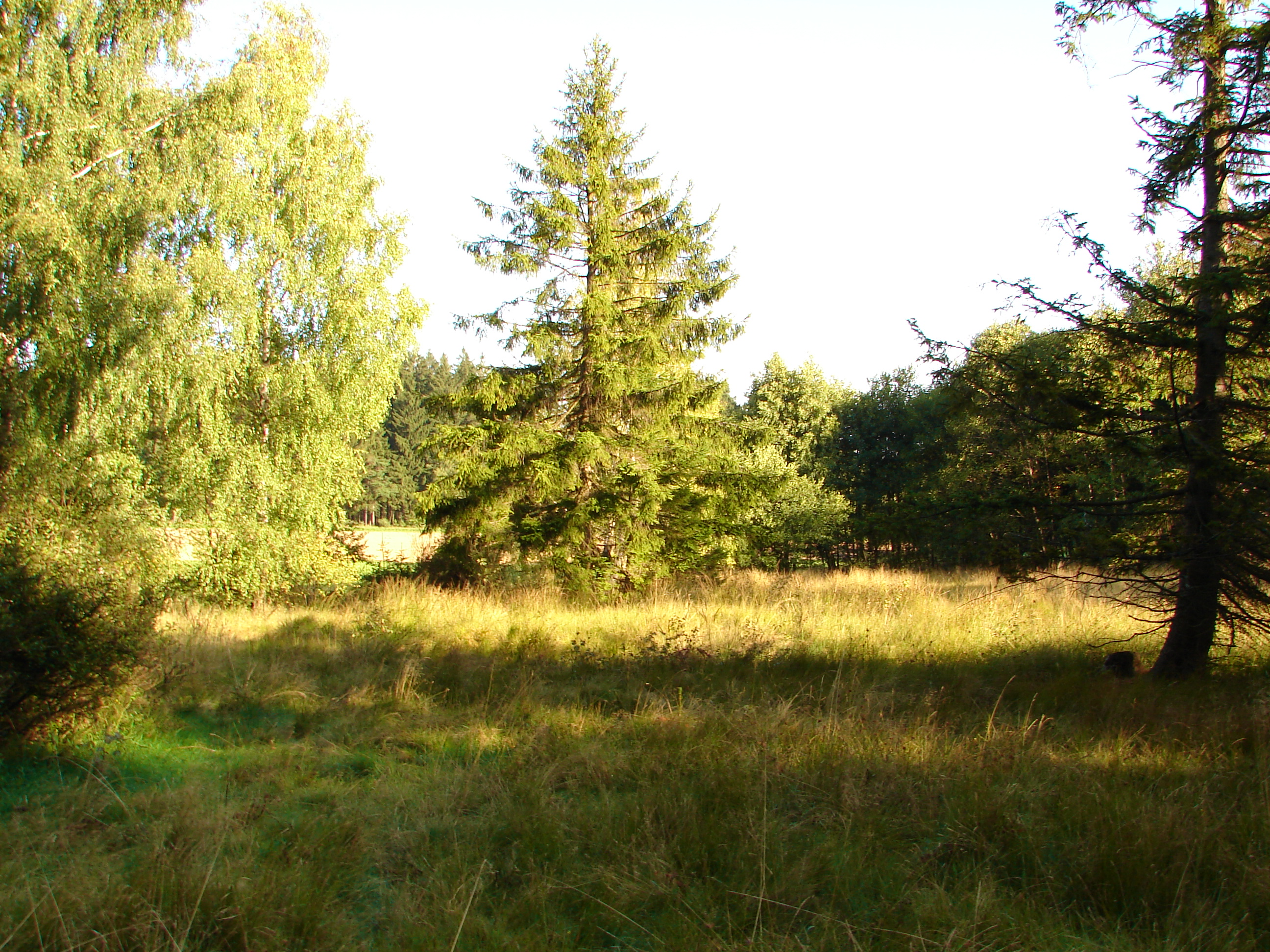
Pohled na lokalitu z východní strany
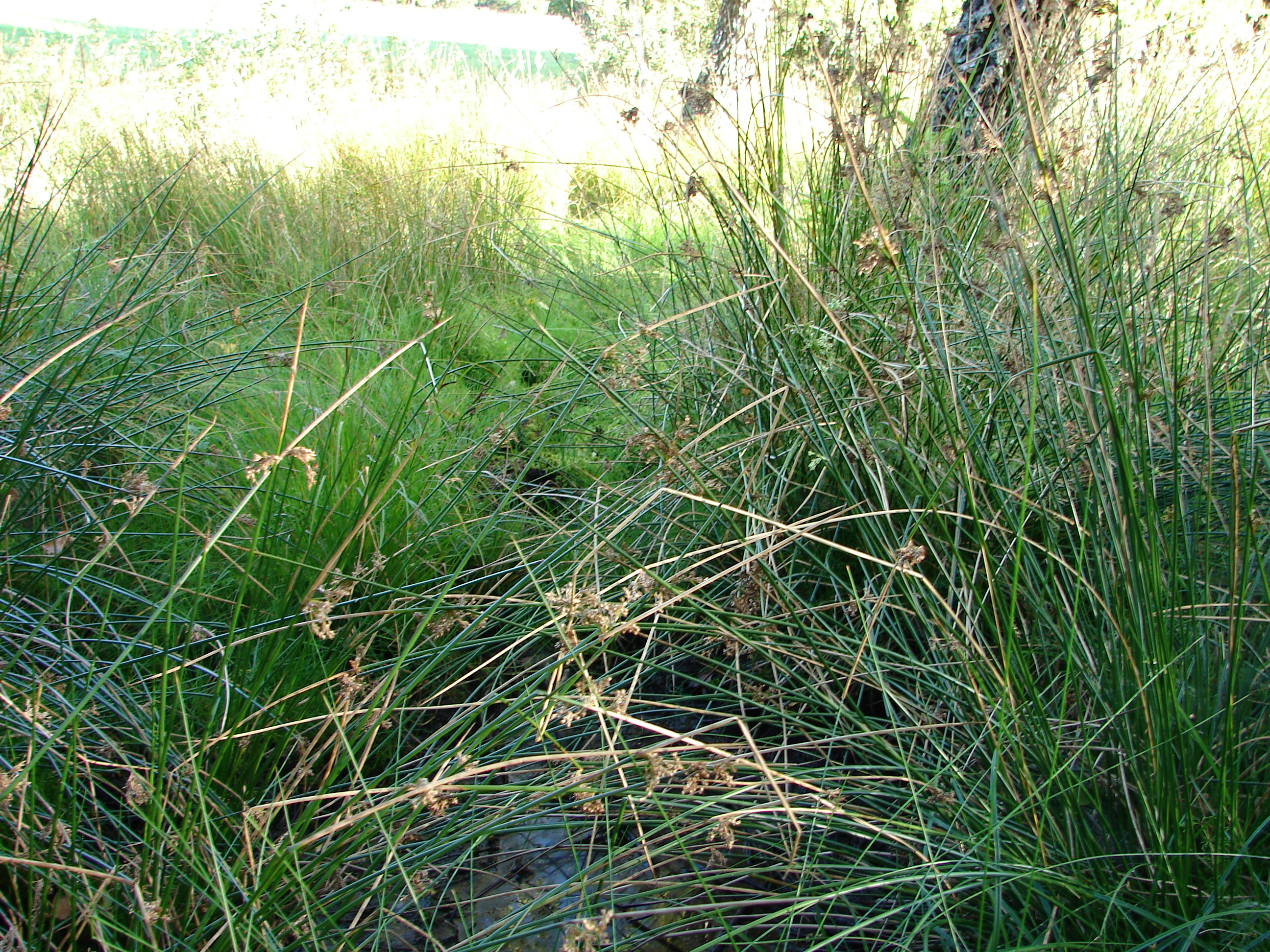
Švábovský potok
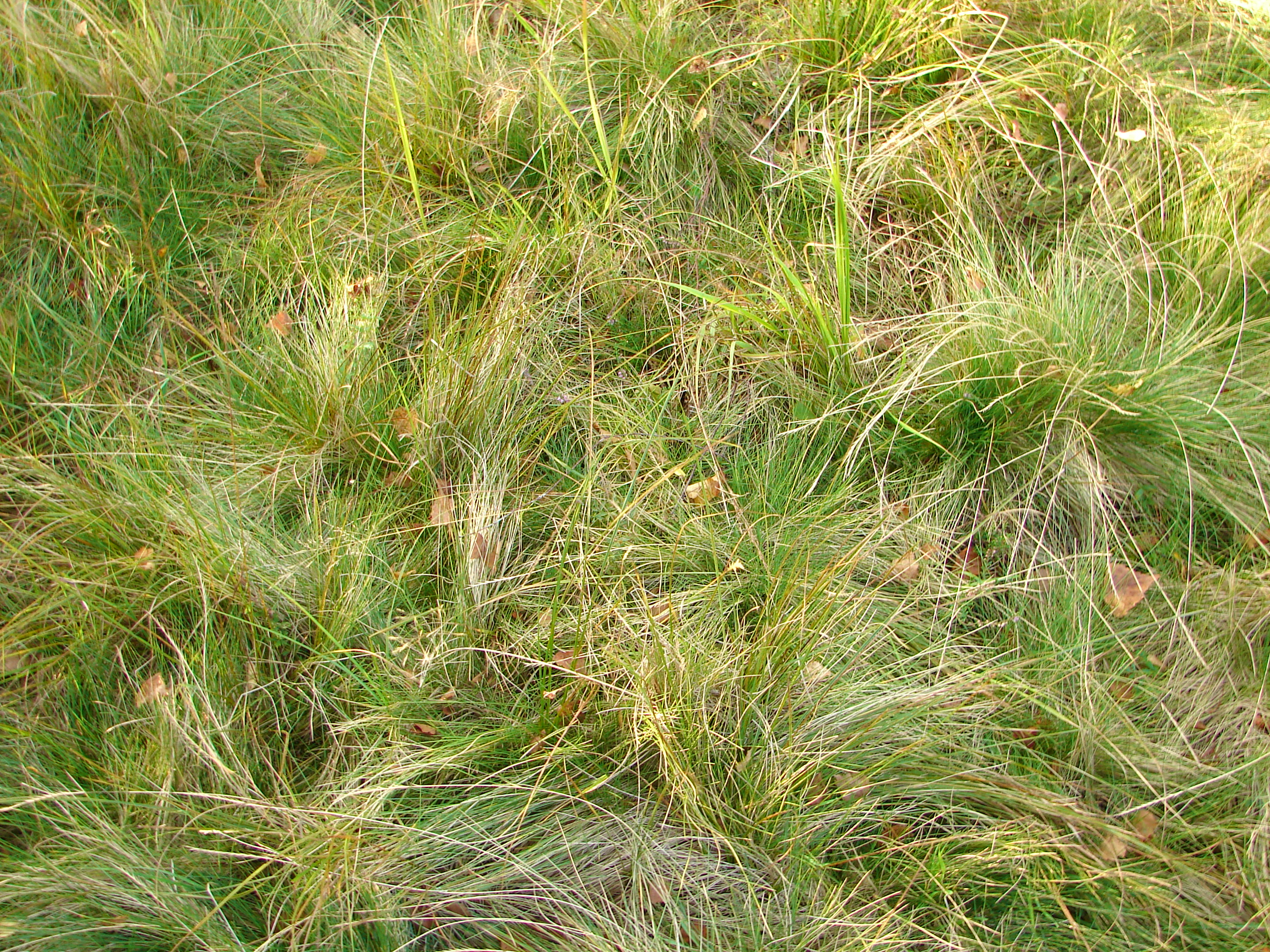
Rašelinná společenstva
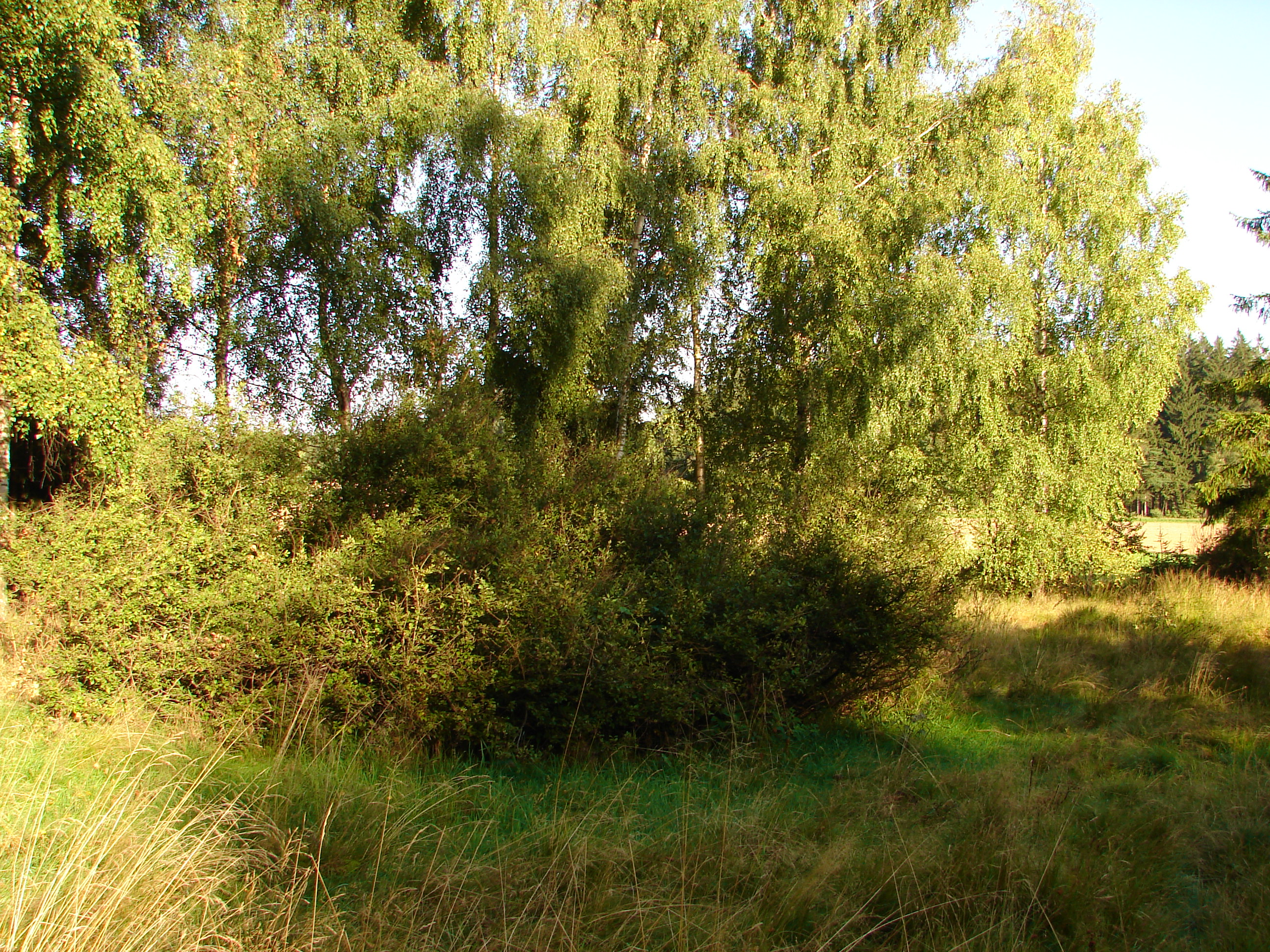
Porosty vrb